# هارفي ماكدونالد
هارفي ماكدونالد (بالإنجليزية: Harvey MacDonald)‏ هو لاعب كرة قاعدة أمريكي، ولد في 18 مايو 1898 في نيويورك في الولايات المتحدة، وتوفي في 4 أكتوبر 1965 في Manoa ‏ في الولايات المتحدة.

## وصلات خارجية
- هارفي ماكدونالد على موقعبيزبول رفرنس.كوم (الدوري الرئيسي) (الإنجليزية)